# Eristavi

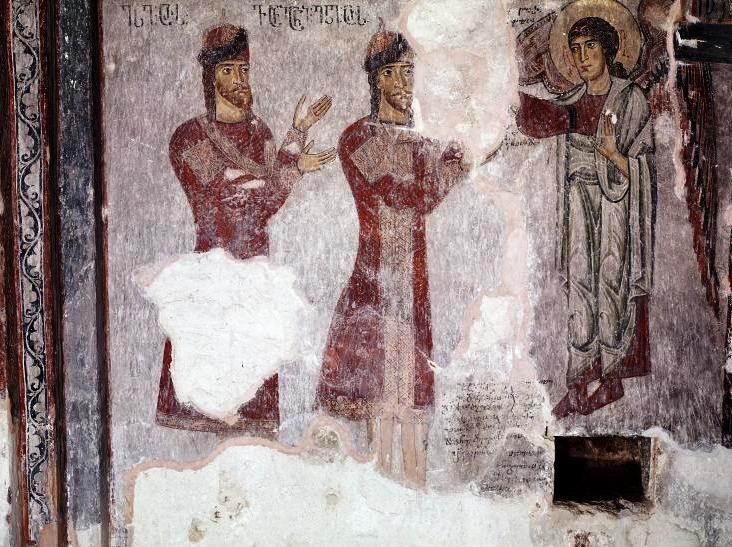
Afresco (ca. 1470) de Racha representado um eristavi.

Eristavi (em georgiano: ერისთავი; literalmente, "cabeça da nação") foi um cargo feudal georgiano, a grosso modo equivalente ao título bizantino de estratego e normalmente traduzido para o português como "duque". Na hierarquia aristocrática georgiana, era o terceiro status de um príncipe, governador de uma grande província. Detentores do título eram comandantes ex-officio de uma bandeira militar, vestiam uma roupa específica, anel, cinto e lança e cavalgavam uma raça específica de cavalo.
Alguns eristavis de alta patente eram também intitulados eristavt-eristavi (em georgiano: ერისთავთ-ერისთავი), "duque dos duques", mas é improvável que o detentor deste título tenha subordinado outros eristavis. Erismtavari (em georgiano: ერისმთავარი; literalmente "chefe do povo") era um título similar, geralmente concedido aos governantes da Ibéria antes dos Bagrationi e, depois dele, era utilizado de forma intercambiável com "eristavi".
Este título deu origem ao sobrenome de quatro casas nobres georgianas – Eristavi de Araguevi, Eristavi de Quessani, Eristavi de Racha e Eristavi de Gúria — cujos status principescos foram confirmados durante o período russo no século XIX. Estas famílias eram geralmente conhecidas simplesmente como "príncipes eristov" na Rússia, mas não tinham todos a mesma origem.